# Sara Lalama
Sara Lalama (en arabe : سارة لعلامة), est une actrice algerienne née le 14 février 1993 à Constantine en Algérie, Elle a commencé sa carrière théâtrale en France.

## Biographie
Sara Lalama suit une formation au Conservatoire régional de Toulon. Elle commence sa carrière au théâtre en France avant de se lancer à la télévision algérienne en 2013. Elle est connue pour sa participation dans plusieurs productions télévisées en Algérie.
En 2013, Sara Lalama joue son premier grand rôle à la télévision algérienne (Algérie 3) dans Asrar El Madi, un feuilleton réalisé par Bachir Sellami. Elle y incarne le rôle de Nourhane, une jeune fille élevée par une mère qui cache un lourd secret.
En 2014, elle joue dans la série comique La Classe où elle interprète Miss Dounia, une professeure d'anglais.
En 2015, elle tient le premier rôle de Yasmine dans Hob Fi Kafas El Itiham de Bachir Sellami.
En 2016, elle revient dans le rôle de Quamar dans Qoloub Tahta Ramad, un feuilleton de Bachir Sellami. Puis en 2017, elle joue dans Samt El Abriyaa.
Depuis 2019, elle joue dans la série Masha'er diffusée en Algérie et en Tunisie.
En 2021, elle apparaît dans la série millionnaire au côté de Biyouna et Hassan Kachach. Elle joue également dans la saison 2 de Masha'er.
En 2023 elle joue dans une série comique Akhou el banat aux côtés de Mohamed Khassani et Souhila Maalam.
Durant le ramadan 2025 c’est le grand retour dans une série dramatique «Li fat mat » avec comme partenaire Samia Meziane.

## Filmographie
- 2013 : Asrar El Madi [5],[6][source insuffisante]: Nourhane
- 2014 : La classe
- 2015 : Hob Fi Kafas El Itiham

- 2016 : El boughi : Nedjma
- 2016 : Qoloub Tahta Ramad
- 2016 : So Dangerous avec Meddy Viardot (court métrage)
- 2017 : Samt El Abriya
- 2017 : Le rendez-vous
- 2019 : Masha'er saison 1
- 2021 : Masha'er saison 2[7],[8]
- 2021 : Millionnaire[9]
- 2023 : Akhou Al Banat[10][source insuffisante]
- 2025 : Li fat mat